# Boscastle

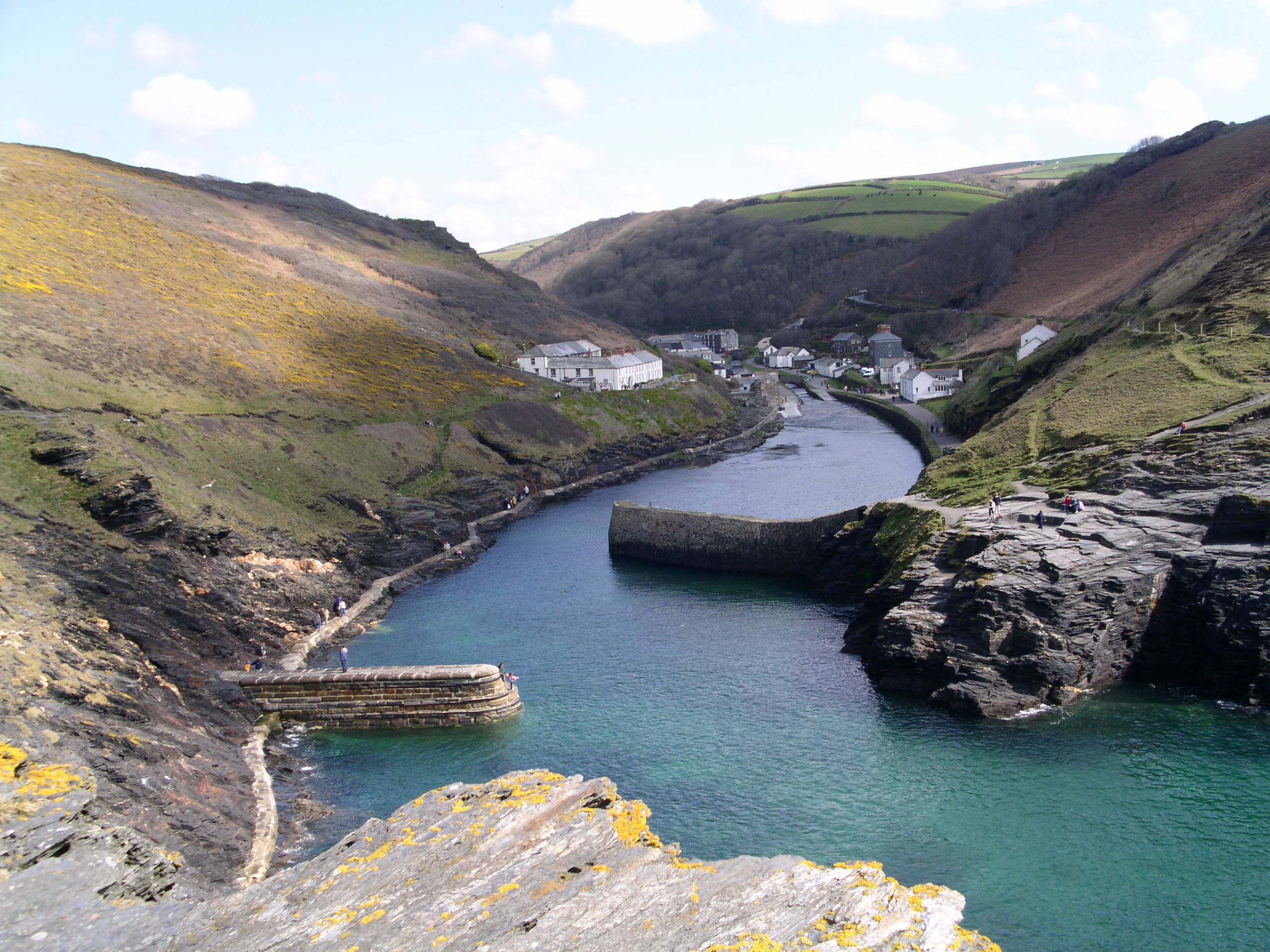
Przystań w Bocastle

Boscastle (korn. Kastell Boterel) – wieś w Wielkiej Brytanii, w Kornwalii, położona na płónocy hrabstwa, 14 kilometrów na południe od Bude. Niewielka przystań, jedna z nielicznych naturalnych w tej części wybrzeża, wybudowana w roku 1584 przez Richarda Grenville. W 2004 roku wieś została zniszczona przez powódź.

## Nazwa
Nazwa pochodzi od Bottreaux Castle, fortecy zbudowanej w stylu motte. 

## Turystyka
Wieś znajduje się na szlaku South West Coast Path. Atrakcyjna z powodu urozmaiconej i postrzępionej linii brzegowej. 